# ソニー・ピクチャーズ配給のアニメ映画の一覧
- アニメーション映画 > アメリカ合衆国のアニメ映画作品一覧 > ソニー・ピクチャーズ配給のアニメ映画一覧
- ソニー・ピクチャーズ エンタテインメント > ソニー・ピクチャーズ配給のアニメ映画一覧

「アメリカで」ソニー・ピクチャーズ エンタテインメントが配給するアニメ映画の一覧。公開日は「本国」や日本でのものの場合があります。 CGアニメ会社 ソニー・ピクチャーズ アニメーションが関わっている作品のリストではありません。

## 作品

### 1960年代
- 近眼のマグー千一夜物語（英語版）  (日本:1960年3月18日)
- わんぱく王子の大蛇退治 (1963年3月24日)
- クマゴローの大冒険 ヨギ・ベア物語（英語版）  (1965年7月17日)

### 1970年代
- ジャックと豆の木 (1974年7月20日)

### 1980年代
- ヘビー・メタル（英語版）  (1982年3月20日)

### 1990年代
- アメリカン・ポップ (1996年1月20日)

### 2000年代
- 白鳥ルイの夢みるトランペット（英語版） (2001年)
- メトロポリス (2001年5月26日)
- ファイナルファンタジー (2001年9月15日)
- カウボーイビバップ 天国の扉 (2001年9月1日)
- 東京ゴッドファーザーズ (2003年11月8日)
- スチームボーイ (2004年7月17日)
- ベルヴィル・ランデブー (2004年12月18日)
- パプリカ (2006年11月25日)
- オープン・シーズン (2006年12月9日)
- モンスター・ハウス (2007年1月13日)
- サーフズ・アップ (2007年12月15日)
- ペルセポリス (2007年12月22日)
- バイオハザード ディジェネレーション (2008年10月18日)
- くもりときどきミートボール (2009年9月19日)
- 戦場でワルツを (2009年11月28日)

### 2010年代
- イリュージョニスト (2011年3月26日)
- 鬼神伝 (2011年4月29日)
- スマーフ (2011年9月9日)
- アーサー・クリスマスの大冒険 (2011年11月23日)
- タンタンの冒険/ユニコーン号の秘密 (2011年12月1日)
- ザ・パイレーツ! バンド・オブ・ミスフィッツ (2012年8月24日)
- モンスター・ホテル (2012年9月29日)
- バイオハザード ダムネーション (2012年10月27日)
- スマーフ2 アイドル救出大作戦! (2013年8月16日)
- くもりときどきミートボール2 フード・アニマル誕生の秘密 (2013年12月28日)
- バード・ストーリー (DVD発売／2014年7月2日)
- モンスター・ホテル2 (2016年2月20日)
- KINGSGLAIVE FINAL FANTASY XV (2016年7月9日)
- レッドタートル ある島の物語 (2016年9月17日)
- アングリーバード (2016年10月1日)
- ソーセージ・パーティー (2016年11月4日)
- バイオハザード: ヴェンデッタ (2017年5月27日)
- スマーフ スマーフェットと秘密の大冒険 (2017年10月7日)
- スターシップ・トゥルーパーズ レッドプラネット（英語版） (2018年2月10日)
- 絵文字の国のジーン (2018年2月17日)
- ピーターラビット (2018年5月18日)
- ザ・スター はじめてのクリスマス (DVD発売／2018年10月3日)
- モンスター・ホテル クルーズ船の恋は危険がいっぱい?! (2018年10月19日)
- スパイダーマン:スパイダーバース (2019年3月8日)

### 2020年代
- アングリーバード2 (2020年1月31日)
- ミッチェル家とマシンの反乱 (Netflix／2021年4月30日)
- ウィッシュ・ドラゴン  (Netflix／2021年6月11日)
- ピーターラビット2/バーナバスの誘惑 (2021年6月25日)
- ビーボ (Netflix／2021年8月6日)
- モンスター・ホテル 変身ビームで大パニック!  (Amazonプライムビデオ／2022年1月14日)
- スパイダーマン:アクロス・ザ・スパイダーバース (2023年6月16日)